# Stürzende Tauben
Pour plus de détails, voir Fiche technique et Distribution.
Stürzende Tauben est un court métrage allemand réalisé par Esther Bialas, sorti en 2013.

## Fiche technique
- Titre allemand : Stürzende Tauben
- Titre international : Tumbling Birds
- Réalisation : Esther Bialas
- Scénario : Lena Krumkamp
- Producteur : Julia Ritschel
- Société de production : Hamburg Media School
- Pays d'origine :  Allemagne
- Langue : allemand
- Genre : Drame, romance saphique
- Lieux de tournage : Hambourg, Allemagne
- Durée : 20 minutes
- Date de sortie :
  -  Allemagne janvier 2013

## Distribution
- Anouk Bödeker : Svenja
- Eva Nürnberg : Janine
- Joan Pascu : Sergej
- Johanna Werner : Michelle